# Pavao Miljavac
Pavao Miljavac (Maletići, 1953. április 3. – 2022. december 6.) horvát tábornok, Zlatko Mateša kormányában honvédelmi miniszter.

## Élete és pályafutása
A Zágrábi Egyetem Műszaki-Kémiai Karán végzett. 1991-től a horvát hadseregnél a Károlyvárosi Katonai Körzet vezérkari főnöke, majd parancsnoka, később a Horvát Köztársaság Fegyveres Erői (GS OS RH) vezérkari tisztje, majd főnökhelyettese volt. A horvát hadseregben vezérőrnagyi rangot viselt. Tudjman elnök 1996. március 12-én vezérezredessé léptette elő. 1996 és 1998 között vezérkari főnökként, 1998 októbere és 2000 januárja között pedig Andrija Hebrang lemondását követően Horvátország védelmi minisztere volt a Zlatko Mateša kabinetben.
A 2000. januári országgyűlési választáson a jobbközép Horvát Demokratikus Közösség (HDZ) színeiben indult, és mandátumot szerzett a horvát parlamentben. Három hónappal később azonban kilépett a pártból és 2000 áprilisában, olyan neves HDZ-tagokkal együtt, mint Vesna Škare-Ožbolt és Mate Granić csatlakozott az újonnan megalakított Demokratikus Centrum párthoz. Miljavac 2003 után hagyta ott a politikát. Ma fafeldolgozó üzeme van Novigrad na Dobriban.

## Fordítás
Ez a szócikk részben vagy egészben  a   Pavao Miljavac című angol Wikipédia-szócikk ezen változatának fordításán alapul.  Az eredeti cikk szerkesztőit annak laptörténete sorolja fel. Ez a jelzés csupán a megfogalmazás eredetét és a szerzői jogokat jelzi, nem szolgál a cikkben szereplő információk forrásmegjelöléseként.